# Первый эшелон
«Первый эшелон» — советский художественный фильм 1955 года.

## Краткое содержание
В один из степных районов Казахстана прибывает по комсомольским путёвкам, с целью освоения целинных земель, отряд молодёжи. Суровые морозы и потоки весенней грязи, изнуряющая работа не по специальности усложняют и без того трудную жизнь прибывших. На фоне такой жизни развивается трогательный роман секретаря комсомольской организации и трактористки Анны…

## История
В 1954 году известному советскому оператору Юрию Екельчику предложили — первым из советских операторов — провести опытные широкоэкранные съёмки. Выбор был на редкость счастливым: широкий экран создан как будто специально для Екельчика с его постоянным стремлением «выйти за кадр», «объять необъятное». Но новый формат принёс и новые проблемы. Екельчик увлеченно ищет пути наиболее выразительной подачи актёра, проверяет возможности съёмки с движения. Эксперименты получают и реальную цель — вместе с режиссёром Михаилом Калатозовым Екельчик начинает подготовку к съёмкам первого советского широкоэкранного фильма «Целина» по сценарию Николая Погодина. Фильм пришлось снимать на обычный экран. Но труд Екельчика не пропал и опытные съёмки, и снятые на широкий экран актёрские пробы были внимательнейшим образом и с большой пользой изучены операторами, вслед за Екельчиком осваивающими новый формат.
«Первый эшелон» (под таким названием фильм вышел на экран) снова продемонстрировал умение Екельчика меняться, находить новые средства для выражения нового содержания. Но значение фильма в развитии операторского искусства этим не ограничивается. По-настоящему оно, пожалуй, ещё не оценено. Причина в том, что отдельные элементы синтетического искусства кино, как правильно заметил искусствовед А. Каменский, обладают «определенной автономией развития». Она и проявилась в «Первом эшелоне» — изобразительная трактовка ушла несколько вперёд от сценарного и режиссёрского решения. А значение фильма, место в истории кино определяется, как правило, общей оценкой.
Для Калатозова (как, впрочем, и для кинематографа в целом) «Первый эшелон» оказался фильмом переходным: он начал избавляться здесь от многих канонов периода малокартинья (последних лет сталинского периода) и только нащупывал ту стилистику, которая сделала следующий его фильм — «Летят журавли» (1957) событием не только советского — мирового кино.

## В ролях
- Всеволод Санаев — Алексей Егорович Донцов, директор совхоза
- Сергей Ромоданов — Тарас Григорьевич Шугайло, бригадир
- Николай Анненков — Каштанов, секретарь обкома
- Олег Ефремов — Алексей Узоров
- Изольда Извицкая — Анна Залогина
- Эдуард Бредун — Генка Монеткин
- Алексей Кожевников — Валя Солнцев
- Нина Дорошина — Нелли Панина
- Эльза Леждей — Тамара
- Анатолий Кириллов — Петя с ЗИСа
- Вячеслав Воронин — Троян
- Хорен Абрамян — Вартан Вартанян
- Татьяна Доронина — Зоя
- Борис Беляков — ростовчанин

## Съёмочная группа
- Режиссёры-постановщики: Михаил Калатозов
- Автор сценария: Николай Погодин
- Оператор: Сергей Урусевский, Юрий Екельчик
- Композитор: Дмитрий Шостакович
- Звукорежиссёр: Валерий Попов
- Художник: Геннадий Мясников.
- Художник по костюму: Валентин Перелётов